# Zeta Delphini
Zeta Delphini (4 Delphini) é uma estrela na direção da constelação de Delphinus. Possui uma ascensão reta de 20h 35m 18.51s e uma declinação de +14° 40′ 27.1″. Sua magnitude aparente é igual a 4.64. Considerando sua distância de 227 anos-luz em relação à Terra, sua magnitude absoluta é igual a 0.43. Pertence à classe espectral A3V.